# Palau Giustinian Lolin
El Palau Giustinian Lolin és un palau de Venècia, situat al barri de San Marco i amb vistes al Gran Canal, a prop  del Campo Santo Stefano i del Pont de l'Acadèmia.

## Història
El palau actual va ser construït al segle XVII, dissenyat pel gran arquitecte venecià Baldassare Longhena, en una obra primerenca; tanmateix, l'edifici tenia fonaments antics, que daten del segle XIV. Va ser la casa de la família Giustinian Lolin a San Vidal.
Al segle xix, el palau va passar a mans de diverses famílies, fins que es va convertir en la llar de la família d'Ugo i Olga Levi. Actualment acull la Fundació Ugo i Olga Levi, fundada pel matrimoni Levi el 1962 i compromesa amb el camp dels estudis musicals.

## Descripció
La façana de l'edifici és simètrica i segueix un pla clàssic, amb dues finestres serlianes superposades en posició central a les dues plantes principals ( jònica al primer pis, coríntia al segon), que corresponen, a la planta baixa, al portal d'entrada al canal; totes les obertures estan embellides amb una màscara, i les finestres serlianes tenen un parapet.
Les obertures restants són finestres d'arc de mig punt amb balustrada i màscara clau.
A les golfes hi ha un entresol, en la qual s'estén una cornisa dentada; a la teulada s'eleven dos pinacles característics en forma d'obelisc, una característica que també es troba en tres altres palaus del Gran Canal, com el Palau Belloni Battagia, dissenyat pel mateix Longhena, el Palau Balbi i el Palau Papadopoli.